# Santuari de Rocaprevera
El Santuari de la Mare de Déu de Rocaprevera és un conjunt religiós situat al Puig de les Tres Creus sobre la vila de Torelló en la comarca d'Osona. Originalment un oratori del segle xiii, ha estat reconstruïda tres vegades, com a capella romànica al segle xv i com a capella popular al segle xviii. El santuari actual, format per l'església i l'habitatge de l'ermità, és una obra noucentista de l'arquitecte Josep Maria Pericas i Morros.
L'aplec de Rocaprevera se celebra el tercer diumenge de setembre, considerat com una segona festa major. La pietat popular té diversos Goigs dedicats a la Mare de Déu.

## Història
Els seus orígens són del segle xiii. L'any 1284, el torellonenc mossèn Marc Roca va fer erigir un petit pedró/oratori dedicat a la Mare de Déu, prop de la font del Raig. Els primers documents certs que parlen de Rocaprevera són del 1402. El batlle Antoni Vinyes va deixar en testament la voluntat de convertir l'oratori en capella després del guarir-se de l'epidèmia de pesta del 1410 a Barcelona. L'any 1429 es va finalitzar la nova capella en estil romànic i l'any 1443 s'hi va afegir un campanar d'espadanya.
Al segle xviii es trobava en estat ruïnós i la capella va ser enderrocada i construïda de nou per iniciativa popular. Les obres van durar entre 1780 i 1805.

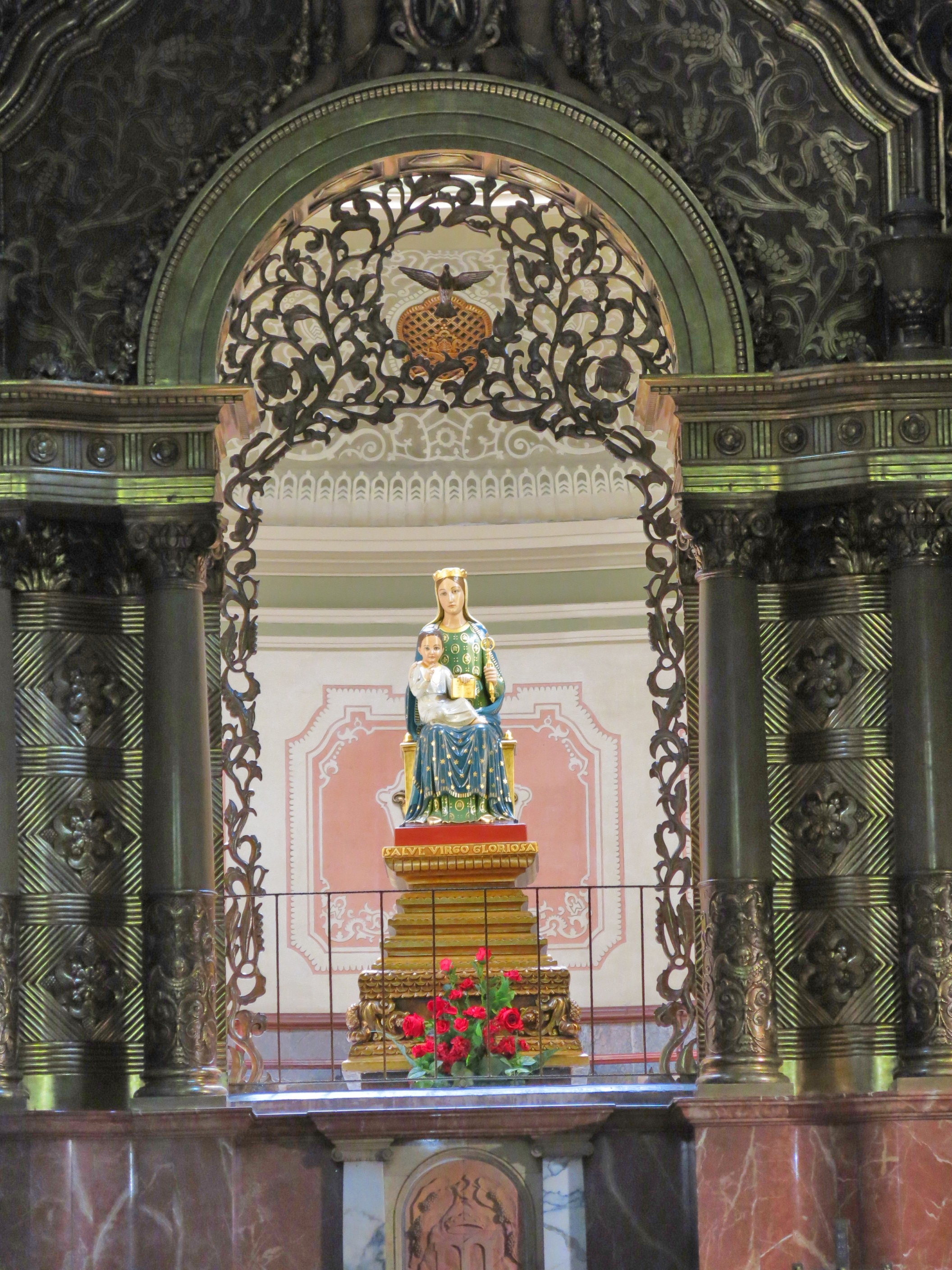
Cambril de la Mare de Déu de Rocaprevera

L'arquitecte Josep M. Pericas va dictaminar greus deficiències en l'edifici i va proposar una nova reconstrucció. L'obra es va dur a terme entre 1923 i 1924. Durant la Guerra Civil Espanyola el temple es va utilitzar com a corral de bestiar i es va destruir la imatge de la Mare de Déu, els retaules i la decoració. Després de la guerra es va restaurar l'edifici, finalitzant el campanar projectat per Pericas.
La imatge actual és del 1940, de fusta policromada. Maria està en el tron i amb la dreta porta el ceptre de la reialesa. El nen Jesús s'asseu al seu genoll dret. Aquest, amb l'esquerra, mostra els evangelis i amb l'altra mà beneeix.
És la patrona de Torelló. També és l'advocada contra el mal de peu. Antigament, aquest dia, es venia una estampa amb el dibuix i la mida del peu de la Mare de Déu. A l'anvers s'hi llegia: "Verge de Roca-Prebera,/ en tot treball ampareu,/ al qui adoria el vostre peu,/ ab una fé verdadera". Molts fidels portaven aquesta estampa com a "plantilla" en el seu calçat ja que creien que guardava de tota mena de dolor de peus i de cansament. Hi ha plantilles documentades com a mínim a principis del segle xix.

## Etimologia
Localment s'anomena Rocapervera per deformació popular. Existeixen dues versions versemblants per explicar l'origen del nom Rocaprevera. El campanar del segle xv tenia la inscripció "Oratori fet en MCCLXXXIV a cost de mossèn març de Roca prevera". D'aquesta forma el nom es referiria al prevere Roca. Segons una altra interpretació, el nom prové de la roca on creixia l'arbre pebrer (Schinus molle), significant «roca pebrera».

## Arquitectura
És un temple de planta de creu amb capçalera semicircular i campanar adossat, de planta quadrada al primer nivell i circular al segon, amb obertures de mig punt. A la base de l'absis hi ha un recobriment de carreus de pedra ben tallats i polits, i està coronat per unes filades d'arcades amb vitralls i una sanefa imitant les dents de serra. Té un creuer amb cimbori, a l'exterior quadrat, cobert amb una teulada de ceràmica verda.